# Wildcard (Sananda Maitreya)
Wildcard is het vijfde muziekalbum van de Amerikaanse zanger Sananda Maitreya, voor het eerst verschenen in 2001 (Universal Germany) en later, in 2002, via zijn eigen indielabel Sananda Records.

## Nummers
1. O Divina - 4:17
2. Designated Fool - 4:12
3. My Dark Places - 4:06
4. The Inner Scream - 4:24
5. SRR 636* - 3:43
6. Drivin' Me Crazy - 3:21
7. Suga Free - 3:52
8. Shalom - 3:43
9. Ev'rythang - 3:32
10. Love Can You Hear Me? - 3:19
11. Sweetness - 3:13
12. Reflecting - 3:26
13. Be Willing - 3:36
14. Goodbye Diane - 4:37
15. ...And They Will Never Know - 3:13
16. Sayin' About You  - 3:49
17. Shadows  - 4:18
18. Benediction: Sugar Ray - 3:25
19. Testify (alleen op de Japanse uitgave) - 5:00

In juni 2003 verscheen in Europa Wildcard!: The Jokers' Edition, met een kleine wijziging in de nummers: 
1. O Divina - 4:17
2. Designated Fool - 4:05
3. My Dark Places - 4:12
4. The Inner Scream - 4:22
5. SRR 636* - 3:44
6. Drivin' Me Crazy - 3:20
7. Suga Free - 3:52
8. What Shall I Do? - 5:11
9. Testify - 4:53
10. Shalom - 3:44
11. Girl - 3:57
12. Ev'rythang - 3:29
13. Sweetness - 3:10
14. Some Birds Blue - 3:32
15. Be Willing - 3:36
16. Goodbye Diane - 4:37
17. ...And They Will Never Know  - 3:09
18. Sayin' About You  - 3:35
19. Shadows - 4:22